# Hans-Gerd Strube

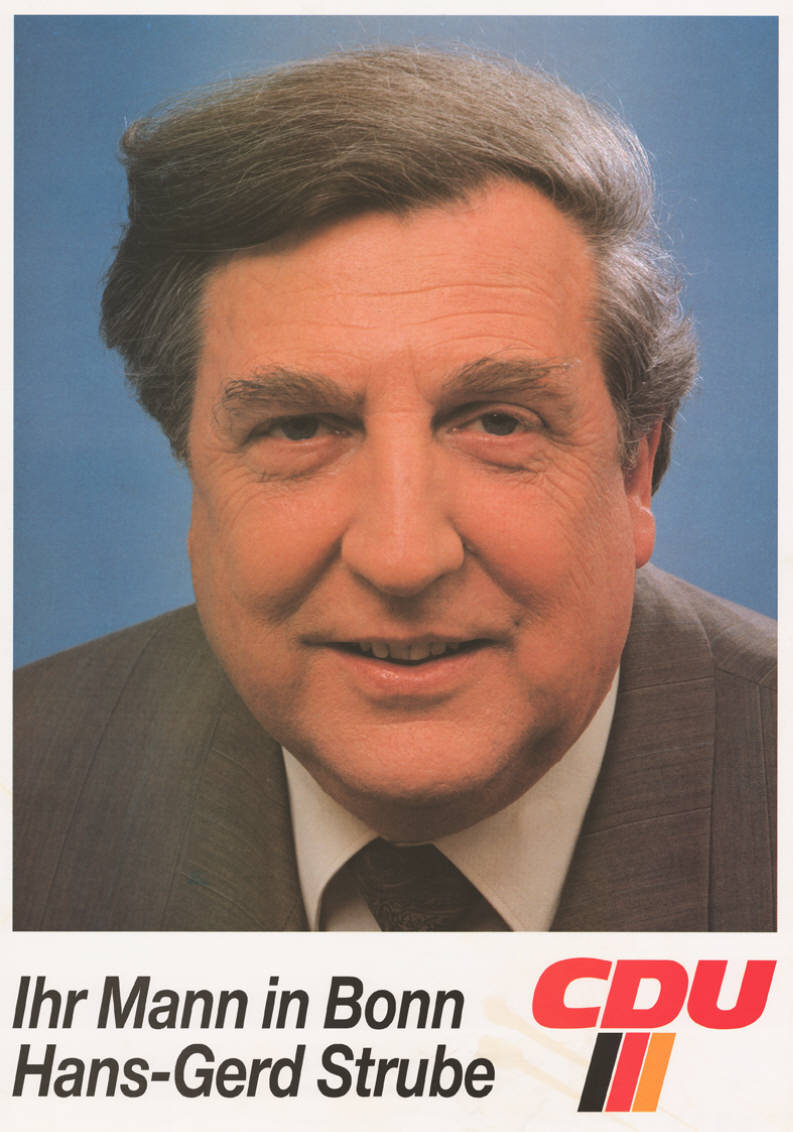
Kandidatenplakat zur Bundestagswahl 1990

Hans-Gerd Strube (* 6. Juli 1933 in Castrop-Rauxel) ist ein deutscher Grundschulleiter und Politiker der CDU. Er war von 1983 bis 1994 Bundestagsabgeordneter des Bundestagswahlkreises Mittelems (Wahlkreis 32) in Niedersachsen.

## Leben
Hans-Gerd Strube absolvierte an der Universität Vechta bei Osnabrück ein Lehramtsstudium mit den Fächern Geschichte und Politik. Er unterrichtete an der Hauptschule Bawinkel sowie an der Grundschule Bramsche (Lingen). Bis 1983 war er Rektor der Grundschule Bramsche (Lingen). Er wurde 1983 mit 60,0 %, 1987 mit 54,8 % und 1990 mit 57,2 % als Abgeordneter in den Deutschen Bundestag gewählt. 1994 verzichtete Hans-Gerd Strube freiwillig auf eine erneute Kandidatur für den Deutschen Bundestag. Zudem war er zwischen 1970 und 1983 auch Vorsitzender der CDU im Altkreis Lingen und zwischen 1972 und 1983 als Kreistagsabgeordneter des Landkreises Emsland auch stellvertretender Landrat.
Als Mitglied im Haushaltsausschuss des deutschen Bundestages und später als Obmann der CDU/CSU-Bundestagsfraktion und Berichterstatter für die größten Einzelhaushalte Arbeit und Soziales bzw. Verteidigung hatte Hans-Gerd Strube erheblichen Einfluss auf die Mittelverteilung. Hinzu kamen seine guten Kontakte zu Bundesarbeitsminister Norbert Blüm (CDU).
Das Thema Pflege rückte gegen Ende seiner politischen Laufbahn in den Fokus seiner Politik. Im Rahmen der Diskussion um die Pflegeversicherung regte Hans-Gerd Strube an, in allen Bundesländern Pflegeheime zu errichten. Der Landkreis Emsland profitierte mit den Pflegeheimen in Lathen, Haren, Bawinkel, Lengerich, Freren und Emsbüren von dieser politischen Initiative. Nach Hamburg wurde zudem am Lingener St.-Bonifatius-Hospital die zweite Geriatrie in Deutschland eingerichtet. Durch den Einfluss von Hans-Gerd Strubes wurde außerdem in Lingen die Hedon-Klinik gebaut sowie die Frührehabilitation im Meppener Krankenhaus Ludmillenstift eingerichtet.
Zur Umsetzung von innovativer Projekten wirkte des Weiteren Hans-Gerd Strube im Jahre 2004 bei der Erstellung des Handlungsprogramms vom ZukunftsForum des Landkreises Emsland mit.
Ehrenamtlich war Hans-Gerd Strube bis zum Jahre 2008 als stellvertretender Vorsitzender im Kuratorium des St.-Bonifatius-Hospitals in Lingen sowie im Beirat des Pflegeheimes St.-Elisabeth-Hauses in Emsbüren tätig.
Für das Projekt Belo Horizonte sammelte er 60.000 DM, um ein Jugendheim in einem Armenviertel in Brasilien zu errichten. Aus Beständen der Nationalen Volksarmee der DDR organisierte er direkt nach der deutschen Wiedervereinigung ganze Schiffsladungen mit Zelten, Jeeps, Sanitätsmaterial und mobilen Operationssälen, um sie für das Projekt „Belo Horizonte“ nach Brasilien zu verschiffen.
Hans-Gerd Strube ist Träger des Großen Verdienstkreuzes des Verdienstordens der Bundesrepublik Deutschland sowie der Emsland-Medaille.
Er lebt in Bramsche (Lingen).